# Sistema bibliotecario Milano Est
Il Sistema bibliotecario Milano Est è uno dei sistemi bibliotecari di Milano, che interessa l'area sud-orientale della provincia.
Nacque nel 1979 e ad oggi conta 30 comuni, 39 biblioteche e ha 362413 abitanti iscritti.
Dal 2015 entra a far parte, insieme al Sistema Bibliotecario Vimercatese, del sistema bibliotecario CUBI.

## Elenco delle biblioteche
Nella tabella di seguito viene riportato l'elenco delle biblioteche.
| Comune                                          |
| ----------------------------------------------- |
| Bellinzago Lombardo                             |
| Carpiano                                        |
| Cassano d'Adda                                  |
| Cerro al Lambro                                 |
| Certosa, fraz. di San Donato Milanese           |
| Colturano                                       |
| Dresano                                         |
| Gessate                                         |
| Gorgonzola                                      |
| Inzago                                          |
| Liscate                                         |
| Mombretto, fraz. di Mediglia                    |
| Melegnano                                       |
| Melzo                                           |
| Bellinzago Lombardo                             |
| Milano 2, fraz. di Segrate                      |
| Pantigliate                                     |
| Paullo                                          |
| Peschiera Borromeo                              |
| Pioltello                                       |
| Poasco, fraz. di San Donato Milanese            |
| Pozzuolo Martesana                              |
| Redecesio, fraz. di Segrate                     |
| Rocca Brivio, fraz. di San Giuliano Milanese    |
| Rodano                                          |
| San Bovio, fraz. di Peschiera Borromeo          |
| San Colombano al Lambro                         |
| San Donato Milanese                             |
| San Giuliano Milanese                           |
| San Zenone al Lambro                            |
| Segrate                                         |
| Sesto Ulteriano, fraz. di San Giuliano Milanese |
| Settala                                         |
| Tribiano                                        |
| Truccazzano                                     |
| Vignate                                         |
| Vizzolo Predabissi                              |